# The Dresden Dolls

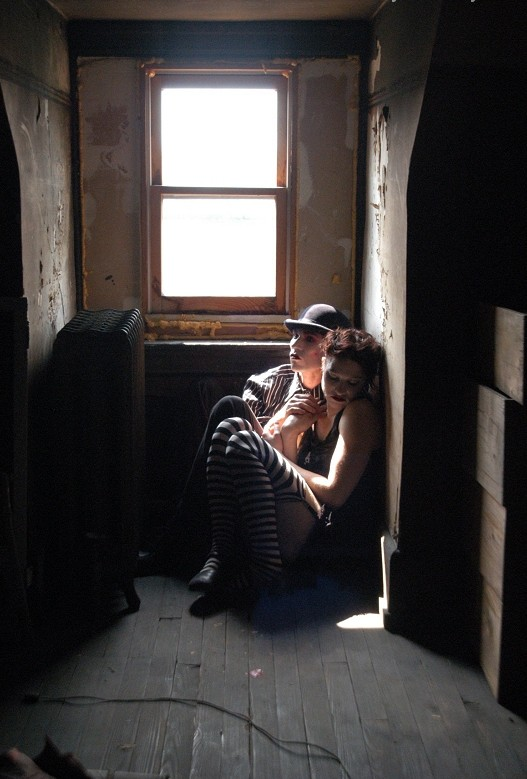

The Dresden Dolls (с англ. — «Дрезденские куклы», произносится «Дрэздэн доллз») — музыкальный дуэт из Бостона, штат Массачусетс, США.

## История
Дуэт сформировался в 2000 году, через неделю после знакомства Аманды Палмер и Брайана Вильоне (или Виглионе) на Хеллоуин вечеринке. Свой стиль музыканты называют «Брехтовским панк—кабаре» (англ. Brechtian punk cabaret). The Dresden Dolls черпают вдохновение как из панк-рока, так и из немецкого кабаре времён Веймарской республики, в первую очередь из произведений Бертольта Брехта и Курта Вейля. Живые выступления группы сопровождает соответствующее сценическое шоу.

## Состав
- Аманда Палмер (англ. Amanda Palmer) — вокал, клавишные, губная гармоника, укулеле;
- Брайан Вильоне (англ. Brian Viglione) — ударные, гитара, бас-гитара, бэк-вокал;

## Дискография

### Студийные альбомы
- 2003 — The Dresden Dolls (8 ft. Records)
- 2006 — Yes, Virginia[2] (Roadrunner Records)
- 2008 — No, Virginia

### Концертные альбомы
- 2003 — A Is for Accident (Important Records)

### EP
- 2001 — The Dresden Dolls (само-выпущенный CD-R)
- 2003 — A is for Accident (Important Records)
- 2004 — A is for Accident (переиздание) (8 ft. Records)
- 2004 — The Dresden Dolls (8 ft. Records)
- 2006 — Yes, Virginia (Roadrunner Records)

### Синглы
- 2003 — Good Day (7-дюймовый винил) (Important Records)
- 2004 — Girl Anachronism (Roadrunner)
- 2004 — Coin-Operated Boy (Roadrunner)
- 2006 — Sing (Roadrunner)
- 2006 — Backstabber (Roadrunner)

### DVD
- 2005 — The Dresden Dolls: Live in Paradise (Roadrunner Records/8 ft. Records)